# Rio Dieciu
O Rio Dieciu é um rio da Romênia, afluente do Coşna, localizado no distrito de Suceava.